# Teopista
Santa Teopista, nome di battesimo di Taziana (in latino Theopista, dai termini greci théos e pístos, cioè "credente in Dio"; Roma, I secolo – Roma, 20 settembre 120), è stata una martire romana durante il regno di Adriano.

## Agiografia
Secondo la tradizione agiografica ripresa dalla Legenda Aurea di Jacopo da Varagine, Taziana era la moglie di Placido, un magister militum dedito alla beneficenza, ma anche alla persecuzione dei cristiani: un giorno Placido stava inseguendo un cervo, quando questi si volse a lui mostrando tra le corna una croce sormontata dalla figura di Gesù che gli diceva: «Placido, perché mi perseguiti? Io sono Gesù che tu onori senza sapere». Placido rientrò a casa e narrò tutto alla moglie, la quale gli riferì di aver avuto quella notte una visione nella quale uno sconosciuto le preannunciava che l'indomani ella si sarebbe recata da lui con il marito. Placido, la moglie e i loro due figli si recarono l'indomani dal vescovo, si convertirono e si fecero battezzare. Placido ricevette quindi il nome di Eustachio, la moglie Taziana quello di Teopista e i figli l'uno quello di Teopisto e l'altro quello di Agapito (o Agapio).
La Legenda Aurea narra che Eustachio, lasciato l'esercito romano, sia stato poi perseguitato dalla sorte, come Giobbe, perdendo prima tutti gli averi e poi smarrendo la moglie ed infine i figli, ma che, come Giobbe, non abbia mai insultato la provvidenza e che quindi, dopo numerosi anni di separazione, la famiglia si sia miracolosamente riunita. Ritornati a Roma, l'imperatore Adriano li fece arrestare in quanto cristiani e condannare a morte. Furono torturati e, salvatisi misteriosamente dalle fiere del Colosseo, il 20 settembre 120 morirono tutti arroventati dentro il toro di Falaride.
Secondo lo storico Henri Delahaye, Eustachio e Teopista non sarebbero mai esistiti, ma sarebbero frutto di leggende popolari del tempo: la vicenda familiare ricalcherebbe una storia leggendaria indiana. A riprova della sua teoria, il Delahaye cita l'assenza di menzioni sui due santi fino al V secolo ed il fatto che né la Depositio martyrum né il Martirologio geronimiano parlano di Eustachio e Teopista.

## Culto

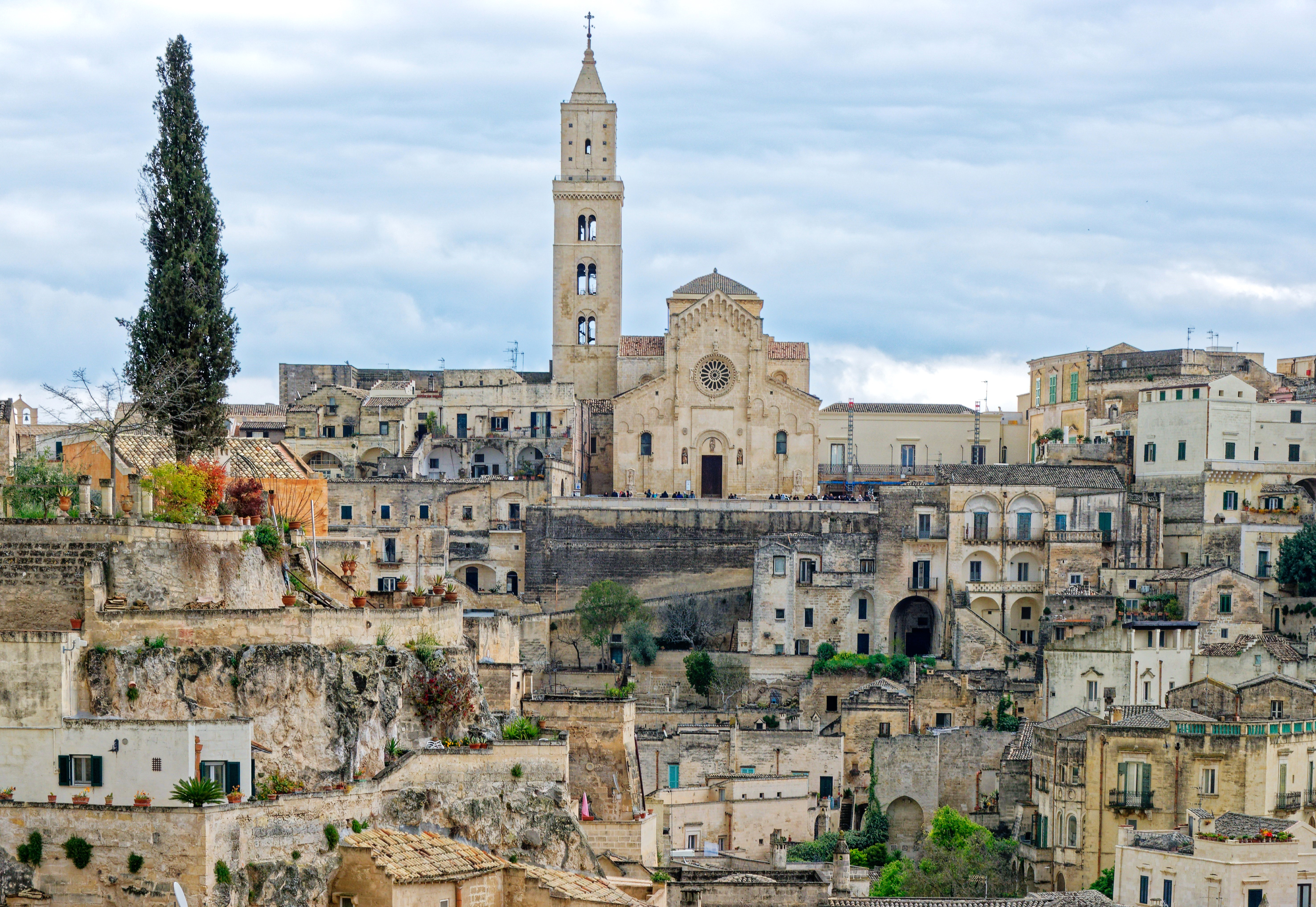
Matera, città di cui santa Teopista e sant'Eustachio sono i santi patroni

La Chiesa cattolica ricorda santa Teopista, assieme al marito Eustachio e ai loro due figli Agapito e Teopisto, il 20 settembre, giorno del loro martirio nell'anno 120. I due coniugi vengono venerati in particolar modo nelle città di Ischitella e Matera, di cui sono i santi patroni. La leggenda vuole che Matera, assediata dai saraceni, fosse stata salvata dall'intervento miracoloso di Eustachio e dei suoi famigliari in vesti di cavalieri. L'attributo della santa è costituito dalla palma del martirio.